# Monte Cristi (prowincja)
Monte Cristi – jedna z 32 prowincji Dominikany. Stolicą prowincji jest miasto Monte Cristi.

## Opis
Prowincja położona na północnym zachodzie Dominikany, zajmuje powierzchnię 1 886 km² i liczy 109 607 mieszkańców 1 grudnia 2010.

## Gminy

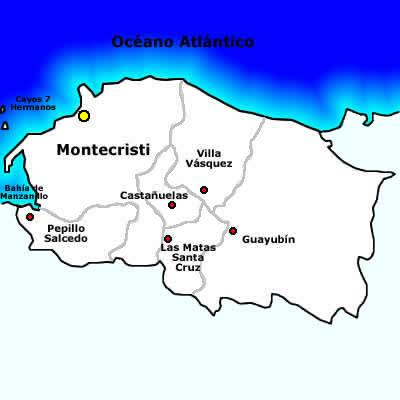
Mapa gmin prowincji Monte Cristi

| Lp.     | Gmina                                       | Liczba ludności (2010) | Powierzchnia (km²) |
| ------- | ------------------------------------------- | ---------------------- | ------------------ |
| 1       | Castañuelas                                 | 14 921                 | 87                 |
| 2       | Guayubín                                    | 35 923                 | 834                |
| 3       | Las Matas de Santa Cruz                     | 10 559                 | 72                 |
| 4       | Monte Cristi (San Fernando de Monte Cristi) | 24 644                 | 517                |
| 5       | Pepillo Salcedo (Manzanillo)                | 9 136                  | 151                |
| 6       | Villa Vásquez                               | 14 424                 | 225                |
| Łącznie |                                             | 109 607                | 1 886              |